# Kościół Wszystkich Świętych w Siedliszczu
Kościół pod wezwaniem Wszystkich Świętych w Siedliszczu – zabytkowy, drewniany kościół w Siedliszczu, w kraju morawsko-śląskim, w Czechach (w historycznym regionie Śląska Cieszyńskiego). Wybudowany przed 1638 na miejscu poprzedniego, również drewnianego.

## Historia

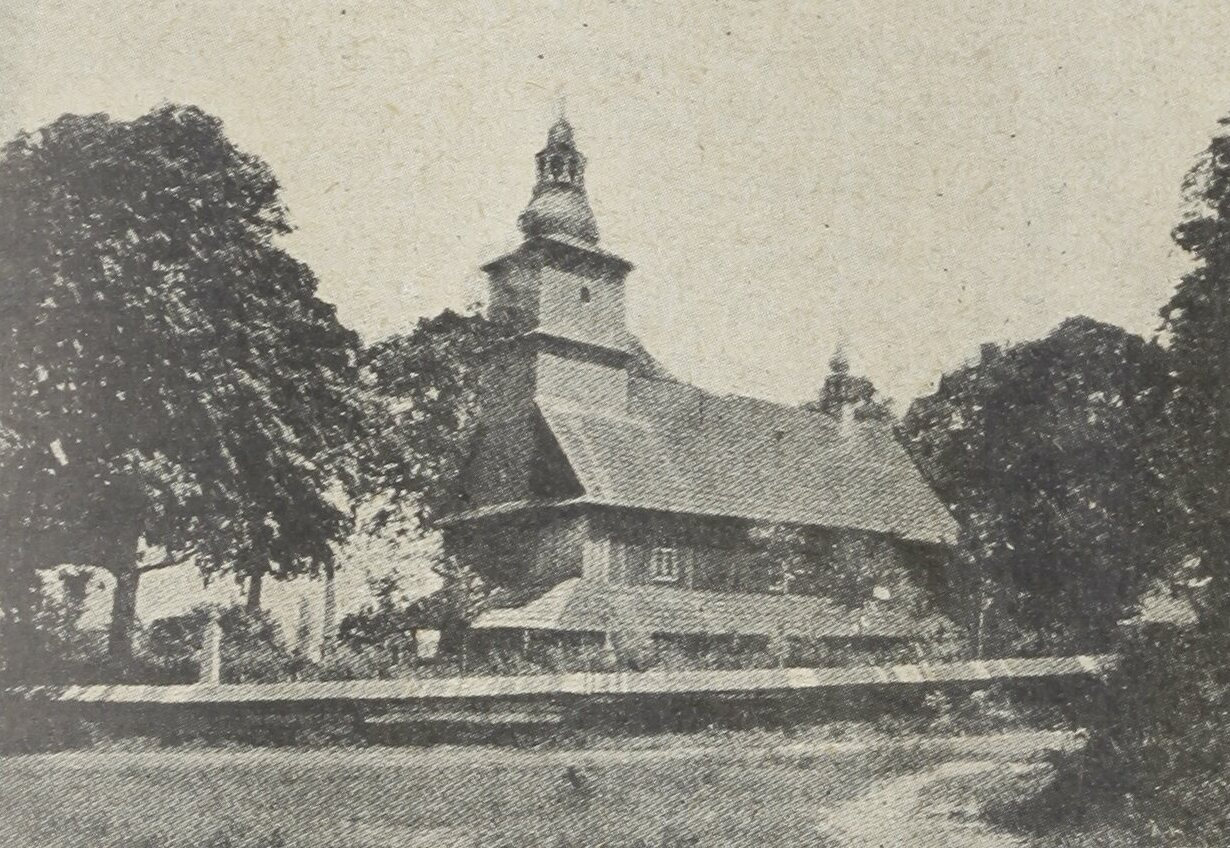
Kościół przed 1932

Najstarsza wzmianka o kościele w Siedliszczu pochodzi ze spisu świętopietrza z 1447. W kronice parafialnej Bruzowic odnotowano w roku 1638 postawienie w Siedliszczu nowego kościoła pod patronatem Jerzego z Oppersdorfu, właściciela frydeckiego państwa stanowego. Proboszczem był wówczas Jan Scultet, a budowniczymi miejscowi cieślowie Adam i Wacław. W 1860 rozebrano samodzielnie stojącą wieżę a nową wybudowano nad wejściem. Kościołem parafialnym został 1 kwietnia 1871 roku. Stary cmentarz został urządzono na nowo, a ze zlikwidowanych cmentarzy m.in. w Prażmie, Dobrej i Mistku przeniesiono tu żeliwne kute krzyże z przełomu XIX i XX wieku.

## Architektura i wnętrze
Kościół jest sporych rozmiarów. Nawa główna ma 9,05 na 5,80 m. Od zachodu przylega do niej wieża z podwójnym barokowym, baniastym hełmem. Znajdujące się od wschodu prezbiterium o wymiarach 5,56 na 4,05 m wybudowane zostało na rzucie poprzedniej, gotyckiej budowli z wykorzystaniem nie spróchniałych belek. Przylega doń zakrystia o szerokości 1,80 i długości 3,60 m. Naokoło ścian znajdują się soboty. Ołtarz główny wykonał w latach 1682-1683 Filip Weissman z Frydku, a w 1714 jego starszy syn Mathias wyrzeźbił dla kościoła ambonę. Jednolite stylowo ołtarze boczne przedstawiają kolejno św. Antoniego Padewskiego i Wniebowstąpienie Pańskie.